# Barbarea
Barbarea W.T.Aiton, 1812 è un genere di piante angiosperme eudicotiledoni appartenenti alla famiglia delle Brassicaceae, dall'aspetto di piccole erbacee bienni o perenni dalla tipica infiorescenza recemosa con fiori gialli.

## Tassonomia
La famiglia delle Brassicaceae (assieme alle Asteraceae) è una delle più numerose delle Angiosperme con circa 350 generi e 3000 specie, diffusa principalmente nella fascia temperata e fredda del nostro globo. Il genere Barbarea comprende circa 22 specie, 7 delle quali sono presenti spontaneamente sul territorio italiano.
Il Sistema Cronquist assegna la famiglia delle Brassicaceae all'ordine Capparales mentre la moderna classificazione APG la colloca nell'ordine delle Brassicales. Sempre in base alla classificazione APG sono cambiati anche i livelli superiori (vedi tabella a destra).
Nelle classificazioni più vecchie la famiglia del genere Barbarea era chiamata anche Crociferae e a volte Cruciferae.
Nelle prime classificazioni scientifiche di Carl von Linné (Rashult, 23 maggio 1707 – Uppsala, 10 gennaio 1778) i fiori dell'"Erba di Santa Barbara" erano compresi nel genere Erysimum.
Qui di seguito è indicata la classificazione scientifica di questo genere:

Famiglia : Brassicaceae definita dal botanico inglese Gilbert Thomas Burnett (15 aprile 1800 – 27 luglio 1835) in una pubblicazione del 1835.
Sottofamiglia : Arabidoideae definita sempre dal botanico Burnett nel 1835.
Tribù : Arabideae definita dal botanico e micologo svizzero Augustin Pyrame de Candolle (Ginevra, 4 febbraio 1778 – 9 settembre 1841) in una pubblicazione del 1821.
Genere : Barbarea R.Br.

### Specie spontanee della flora italiana
Per meglio comprendere ed individuare le varie specie del genere (solamente per le specie spontanee della flora italiana) l'elenco che segue utilizza in parte il sistema delle chiavi analitiche.
- SEZIONE A : le foglie basali sono completamente divise fino alla nervatura centrale, mentre le superiori sono intere con margine lobato o dentato;

- Barbarea vulgaris R. Br. - Erba di Santa Barbara comune : l'infiorescenza è glabra; la lunghezza dei petali è doppia rispetto ai sepali; lo stilo è lungo 2 -3 mm; i frutti sono divergenti rispetto all'asse dell'infiorescenza. L'altezza della pianta varia da 30 a 60 cm; il ciclo biologico è perenne (o bienne); la forma biologica è emicriptofita scaposa (H scap); il tipo corologico è Eurosiberiano;  l'habitat tipico sono i fanghi umidi e le sponde dei ruscelli; la diffusione sul territorio italiano è praticamente completa (a parte la Sardegna); questa pianta può arrivare fino ad una altitudine di 1600 m s.l.m..
- Barbarea stricta Andrz. - Erba di Santa Barbara stretta : l'infiorescenza è pubescente; la lunghezza dei petali è un terzo più grande rispetto ai sepali; lo stilo è lungo 0,5 – 1,5 mm; i frutti sono appressati all'asse della infiorescenza. L'altezza della pianta varia da 40 a 70 cm; il ciclo biologico è perenne; la forma biologica è emicriptofita scaposa (H scap); il tipo corologico è Eurosiberiano; l'habitat tipico sono i fanghi umidi e le zone incolte; la diffusione sul territorio italiano è discontinua al nord e al centro (pianta rara); questa pianta può arrivare fino ad una altitudine di 1000 m s.l.m..

- SEZIONE B : le foglie (sia basali che superiori) sono completamente divise fino alla nervatura centrale;
  - Gruppo 1A : la metà inferiore dell'infiorescenza è fogliosa;

- Barbarea bracteosa Guss. - Erba di Santa Barbara bratteata : l'altezza della pianta varia da 30 a 50 cm; il ciclo biologico è perenne (o biennale); la forma biologica è emicriptofita scaposa (H scap); il tipo corologico è Orofita – Sud Mediterraneo; l'habitat tipico sono gli incolti umidi; la diffusione sul territorio italiano è soprattutto sugli Appennini; questa pianta vegeta ad una altitudine compresa tra i 500 e 2200 m s.l.m..

- Gruppo 1B : l'infiorescenza non è fogliosa;

- Gruppo 2A : i frutti sono lunghi da 10 a 30 mm;

- Barbarea intermedia Boreau - Erba di Santa Barbara di Aosta : i peduncoli dei frutti sono lunghi 3 – 5 mm; il diametro della siliqua è di 2 mm. L'altezza della pianta varia da 20 a 80 cm; il ciclo biologico è perenne; la forma biologica è emicriptofita scaposa (H scap); il tipo corologico è Ovest - Europeo; l'habitat tipico sono gli incolti e ruderi umidi; la presenza di questa pianta è stata segnalata solo in Val d'Aosta e vegeta ad una altitudine compresa tra i 500 e 1600 m s.l.m..
- Barbarea sicula Presl - Erba di Santa Barbara di Sicilia : i peduncoli dei frutti sono lunghi 4 – 8 mm; il diametro della siliqua è di 1 – 1,5 mm. L'altezza della pianta varia da 30 a 60 cm; il ciclo biologico è perenne; la forma biologica è emicriptofita scaposa (H scap); il tipo corologico è Endemico; l'habitat tipico sono gli incolti umidi presso i ruscelli; si trova in Calabria e Sicilia; vegeta ad una altitudine compresa tra i 1000 e 1700 m s.l.m..

- Gruppo 2B : i frutti sono lunghi da 30 a 70 mm;

- Barbarea verna (Miller) Asch. - Erba di Santa Barbara vernale : le foglie basali sono provviste di numerosi segmenti laterali; i petali sono lunghi 5 – 7 mm. L'altezza della pianta varia da 10 a 50 cm; il ciclo biologico è perenne; la forma biologica è emicriptofita scaposa (H scap); il tipo corologico è Ovest - Europeo; l'habitat tipico sono i campi incolti e umidi; si trova al nord-ovest e centro dell'Italia; vegeta fino ad una altitudine di 1200 m s.l.m..
- Barbarea rupicola Moris - Erba di Santa Barbara di Sardegna : le foglie basali possono avere al massimo due segmenti per lato; i petali sono lunghi 7 – 10 mm. L'altezza della pianta varia da 5 a 40 cm; il ciclo biologico è perenne; la forma biologica è camefita suffruticosa (Ch suffr); il tipo corologico è Endemico; l'habitat tipico sono le rocce umide; si trova solo in Sardegna; vegeta ad una altitudine compresa tra i 300 e 2000 m s.l.m..

### Generi simili
La famiglia delle Brassicaceae è molto vasta con tanti generi, molto dei quali a fiori gialli e quindi abbastanza simili al genere Barbarea. Nell'elenco che segue sono indicati i generi che più si avvicinano a quello di questa scheda:
- GRUPPO A: generi con siliqua (frutto molto più lungo che largo):
  - Erysimum L. - Violaciocca: i fusti sono abbondantemente fogliosi e il colore dei fiori tendono al giallo zolfo.
  - Rorippa Scop. - Crescione: il frutto è 3 – 6 volte più lungo che largo e le valve sono prive di nervature.
  - Sisymbrium L. - Erba cornacchia: i frutti sono molto lunghi (fino a 50 volte la larghezza) e le valve possiedono tre nervature.
  - Brassica L. - Cavolo: (forse il genere più simile) le valve hanno un nervo soltanto.
  - Sinapis L. - Senape: i frutti hanno le valve con tre nervi e il colore dei petali è giallo-limone.
  - Erucastrum Presl. - Erucastro: le valve dei frutti sono carenate dorsalmente.
- GRUPPO B: generi con siliquetta (frutto più o meno sferico o piatto):
  - Alyssoides Miller – Vesicaria: i frutti sono sferici di 10 – 12 mm di diametro.
  - Alyssum L. - Alisso: le piante sono annue con petali lunghi fino a 3 mm.
  - Neslia Desv. - Neslia: il frutto è spugnoso più largo che stretto.
  - Biscutella L. - Biscutella: sono piante poco fogliose e il frutto è a forma di occhiale.

## Etimologia
Il nome generico (Barbarea) è stato assegnato dal botanico scozzese Robert Brown (21 dicembre 1773 – 10 giugno 1858) in una pubblicazione del 1812, probabilmente in onore di Santa Barbara. Santa Barbara è la protettrice dei minatori (in particolar modo degli addetti alla preparazione e custodia degli esplosivi) e questa pianta nel passato è servita spesso a guarire le ferite causate da questo pericoloso lavoro (queste piante hanno delle buone proprietà vulnerarie); secondo alcuni testi il nome potrebbe essere derivato da questo impiego.

## Descrizione
Alcune piante di questo genere emanano un odore nauseabondo. L'altezza massima (almeno per le specie europee) può essere di un metro. La forma biologica prevalente è emicriptofita scaposa (H scap), ossia sono piante erbacea con gemme svernanti al livello del suolo e protette dalla lettiera o dalla neve, dotate di un asse fiorale più o meno eretto e con poche foglie.

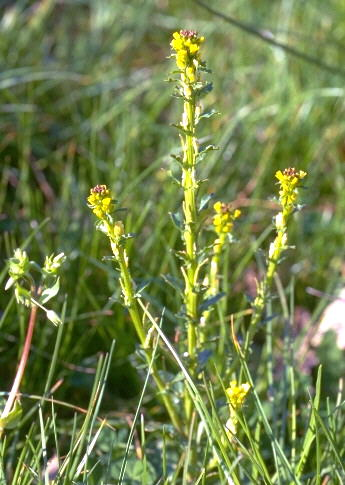
Il portamento (Barbarea bracetosa)
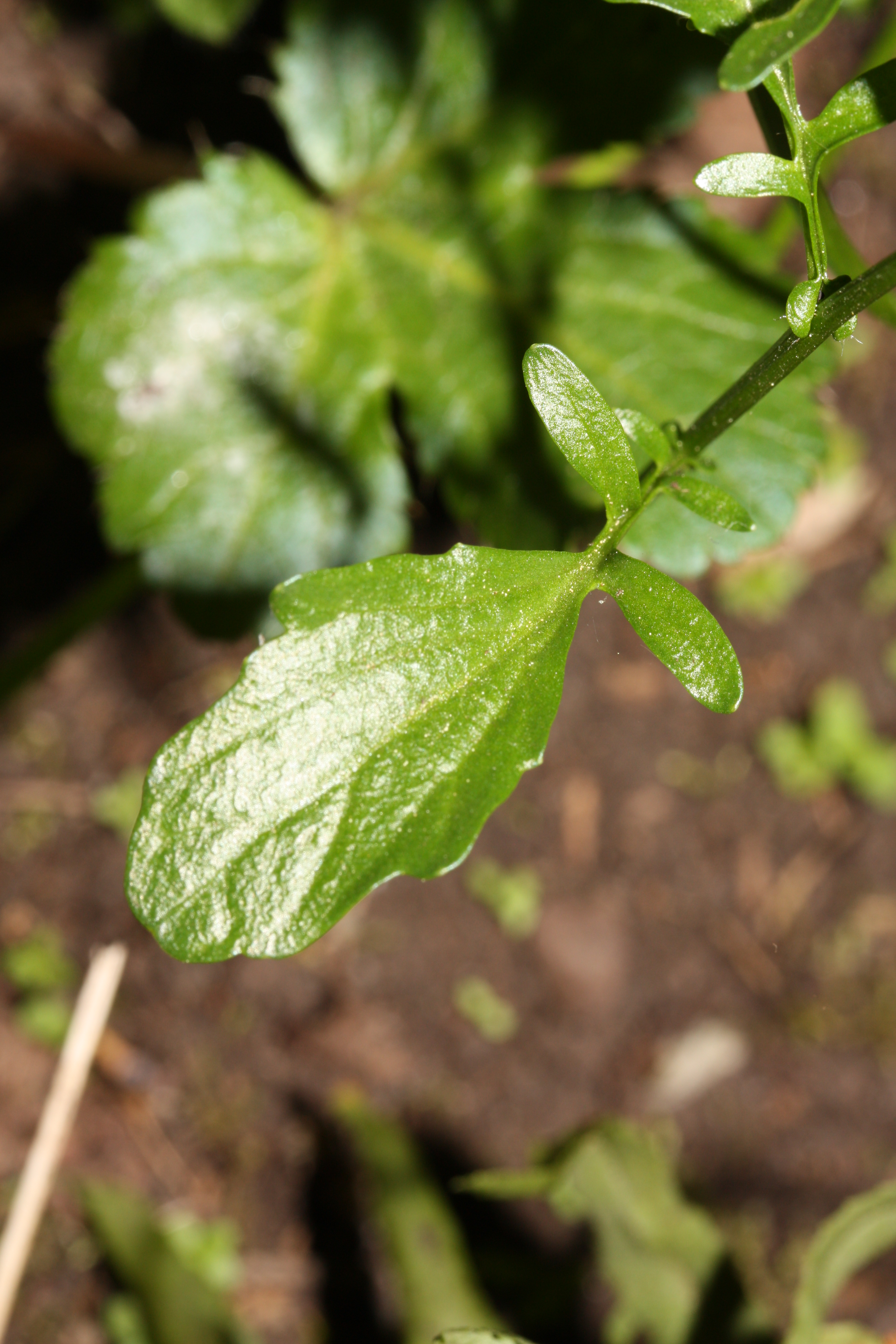
Le foglie (Barbarea orthoceras)
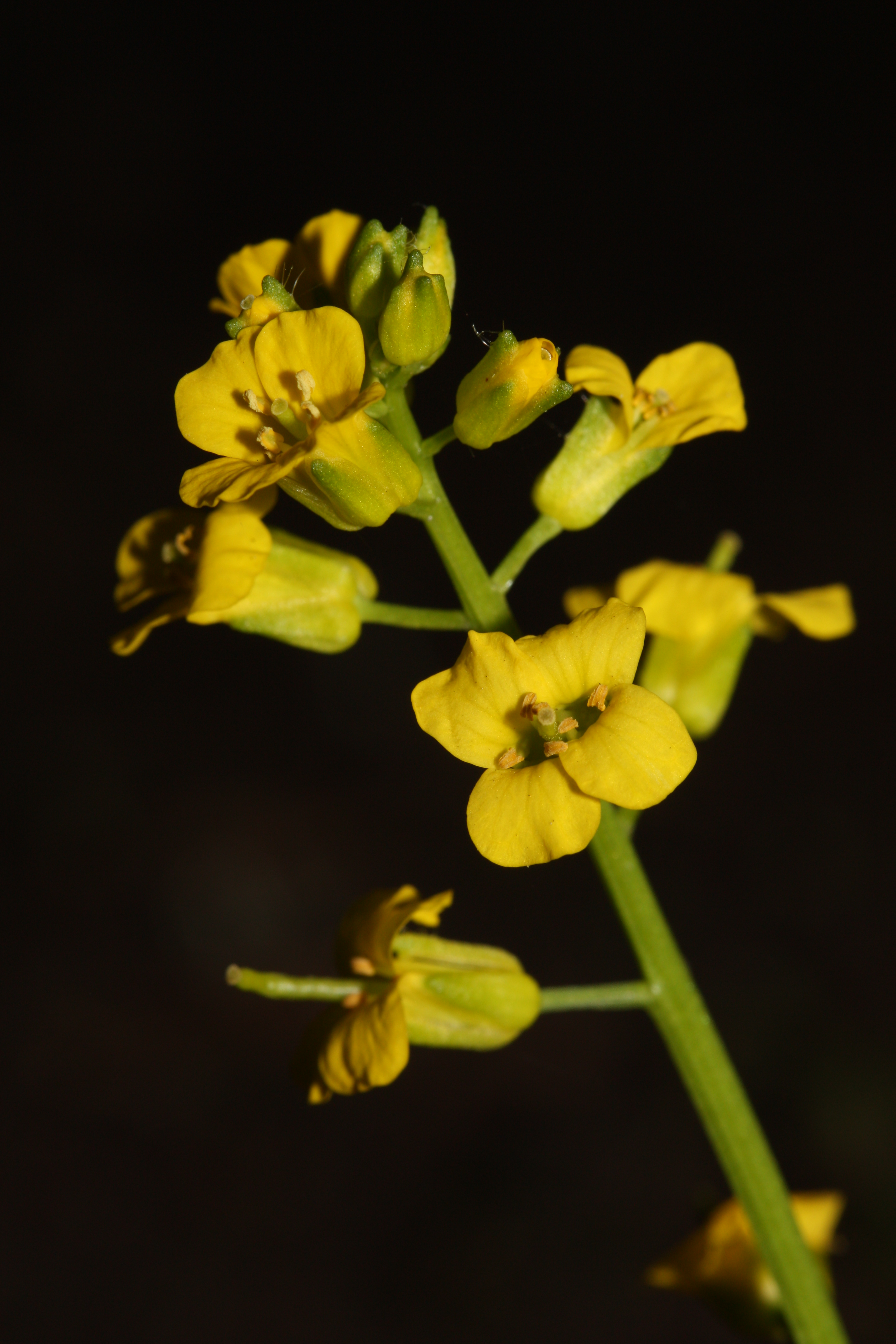
Infiorescenza (Barbarea orthoceras)
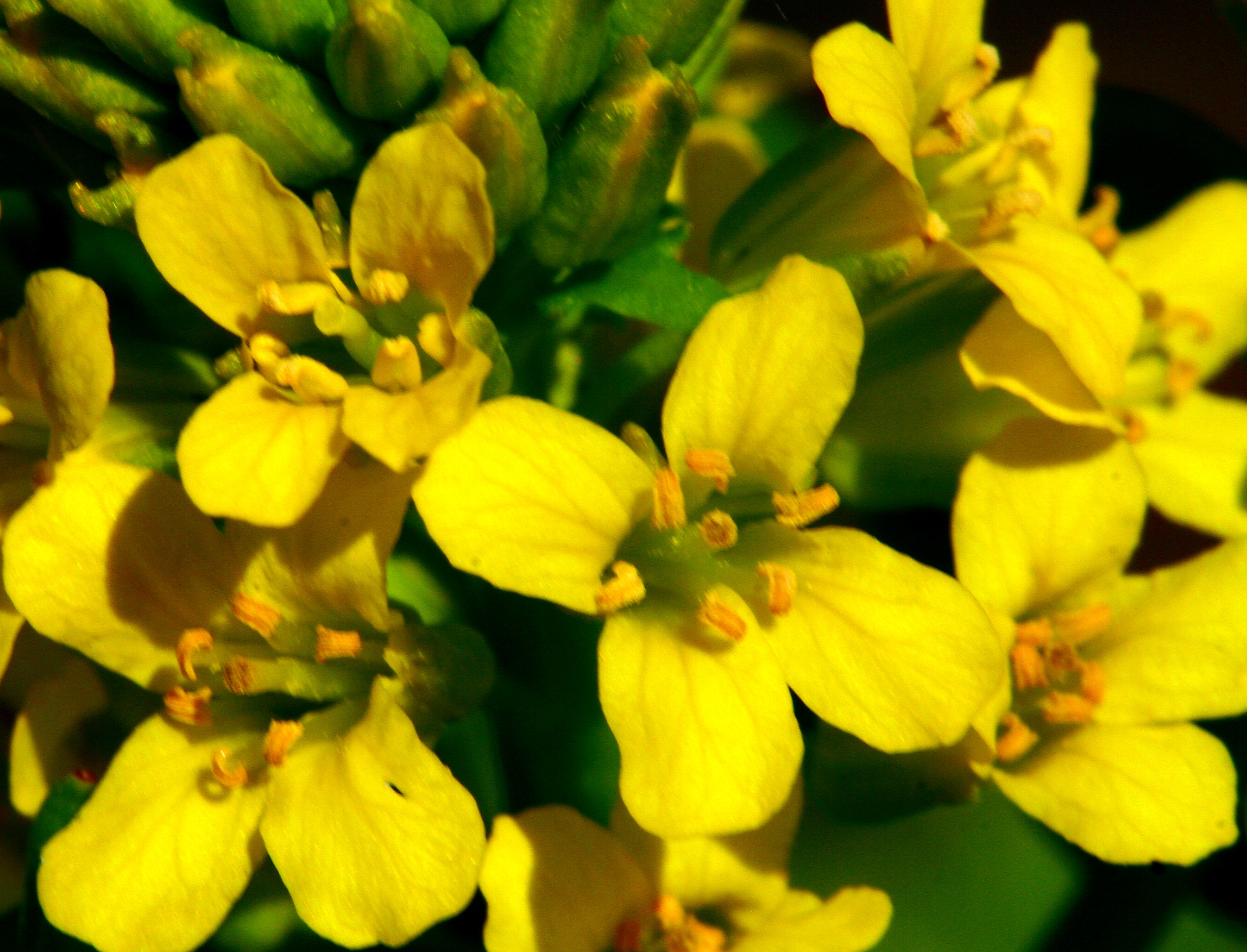
I fiori (Barbarea vulgaris) Località: Praloran, Limana (BL), 319 m s.l.m. - 16/04/2007

### Radice
Le radici normalmente sono del tipo a fittone.

### Fusto
Il fusto si presenta eretto, ramoso con steli angolosi e striati. Può essere anche legnoso.

### Foglie
- Foglie basali: le foglie basali sono generalmente pennatifide con pochi o tanti segmenti.
- Foglie cauline: le foglie lungo il fusto sono disposte in modo alterno; possono essere ancora pennatifide (ma non con tanti segmenti) o anche intere con margine dentato o crenulato. Generalmente sono sessili. A volte sono auricolate oppure amplessicauli.

### Infiorescenza
L'infiorescenza è formata da grappoli di piccoli fiori gialli (per alcune specie il colore è bianco) su terminali eretti (struttura di un racemo allungato a pannocchia). In questo tipo di infiorescenza non esiste un singolo fiore apicale. I fiori sono inoltre privi di brattee e sono brevemente peduncolati. 

### Fiore
I fiori sono ermafroditi, dialipetali, attinomorfi (in realtà sono fiori dissimmetrici – a due piani di simmetria) e tetrameri (calice e corolla composti da 4 parti). 
- Formula fiorale:

* K 2+2, C 4, A 2+4, G 2 (supero)
- Calice: i sepali (di tipo dialisepali) sono 4, riuniti a 2 a 2. Hanno un portamento eretto.
- Corolla: i petali (di tipo dialipetali) sono 4 lungamente unguicolati (eretti nella parte basale, a contatto con il calice, e quindi patenti nella parte apicale); la forma è spatolata e sono alternati ai sepali.
- Androceo: gli stami sono 6 e sono liberi; sono inoltre di tipo “tetradinamo” in quanto sono 2 esterni più corti e 4 interni più lunghi. I filamenti sono gialli con antere allungate. I nettari sono “intrastaminali” (= disposti fra gli stami).
- Gineceo: lo stilo è unico e semplice con stimma capitato su un ovario supero peduncolato e sincarpico bicarpellare (formato cioè da due carpelli saldati tra di loro) con un falso setto divisorio o parete divisoria chiamata “replum”[2][6].
- Impollinazione: tramite insetti (mosche, api e coleotteri).

### Frutti
Il frutto è una siliqua lineare a 4 spigoli ottusi e senza becco. Le valve sono carenate (il nervo mediano è più marcato). I semi all'interno della siliqua sono disposti in un'unica fila ed hanno una forma appiattita. Il peduncolo del frutto in genere è più corto della siliqua stessa. La disposizione dei frutti è divergente rispetto all'asse del racemo. I semi sono sprovvisti di endosperma.

## Distribuzione e habitat
Delle sette specie spontanee della flora italiana 5 vivono sull'arco alpino. La tabella seguente mette in evidenza alcuni dati relativi all'habitat, al substrato e alla diffusione delle specie alpine.
| Specie              | Comunità vegetali | Piani vegetazionali | Substrato | pH     | Livello trofico | H2O   | Ambiente    | Zona alpina             |
| ------------------- | ----------------- | ------------------- | --------- | ------ | --------------- | ----- | ----------- | ----------------------- |
| Barbarea bracteosa  | 5                 | montano subalpino   | Ca Si     | neutro | alto            | umido | B2 B4 B5    | CN AO CO BG SO TN BL UD |
| Barbarea intermedia | 5                 | collinare montano   | Ca Si     | neutro | alto            | medio | B2 B5       | CN TO AO VC BS          |
| Barbarea stricta    | 11                | collinare montano   | Ca Si     | neutro | medio           | umido | A3 B2 B5 G2 | AO TN                   |
| Barbarea verna      | 2                 | collinare montano   | Ca Si     | neutro | alto            | medio | B2          | CN TO NO CO BG          |
| Barbarea vulgaris   | 11                | collinare montano   | Ca Si     | neutro | alto            | medio | A4 B2 B5    | tutto l'arco alpino     |

Legenda e note alla tabella.

Per il “substrato” con “Ca - Si” si intendono rocce di carattere calcareo o siliceo; vengono prese in considerazione solo le zone alpine del territorio italiano (sono indicate le sigle delle province).
Comunità vegetali:
2   = comunità terofiche pioniere nitrofile
5   = comunità perenni nitrofile
11  = comunità delle macro- e megaforbie terrestri
Ambienti:
A3 = ambienti acquatici come rive, stagni, fossi e paludi
A4 = ambienti umidi, temporaneamente inondati o a umidità variabile
B2 = ambienti ruderali, scarpate
B4 = riposi del bestiame
B5 = rive, vicinanze corsi d'acqua
G2 = praterie rase dal piano collinare a quello alpino

## Usi

### Farmacia
- Proprietà curative: in genere queste piante sono antiscorbutiche (combattono lo scorbuto con la presenza di vitamine), vulnerarie (guariscono le ferite) e diuretiche (facilitano il rilascio dell'urina)[8].

### Cucina
Alcune specie sono eduli come ad esempio la Barbarea praecox. Nel mezzogiorno della Francia questa pianta viene coltivata e utilizzata come il ”crescione d'acqua” (Nasturtium officinale R. Br.), il sapore è solo un po' più pungente. Oppure la Barbarea vulgaris in diverse parti dell'Europa (ad esempio in Inghilterra e Svezia) viene raccolta con le foglie, bollita in acqua e quindi mangiata come ortaggio.